# Agastachys
Agastachys – rodzaj roślin z rodziny srebrnikowatych (Proteaceae). Jest to takson monotypowy obejmujący jeden gatunek Agastachys odorata R.Br. będący endemitem Tasmanii, gdzie rośnie w zachodniej i południowej części wyspy na wysokościach do 800 m n.p.m. Występuje na siedliskach ubogich, na obrzeżach bagien porastających Gymnoschoenus sphaerocephalus oraz w lukach w lasach deszczowych.

## Morfologia
PokrójKrzew na siedliskach bagiennych lub niewielkie drzewo o wysokości do 9 m w lasach deszczowych. Pędy są prosto wzniesione.
LiścieKrótogonkowe, o długości do 10 cm, o blaszce eliptycznej do łopatkowatej, na szczycie tępe. Liście są całobrzegie, nagie i nieco gruboszowate.
KwiatyPachnące, zebrane są w szczytowe kłosy o długości do kilkunastu cm. Wsparte są białymi przysadkami o długości do 1 cm. Listki okwiatu są białe do kremowożółtych, do 8 mm długości.
OwoceDrobne, do 4 mm długości.

## Systematyka
Takson siostrzany wobec rodzaju Symphionema, wraz z którym wyodrębniany jest w podrodzinę Symphionematoideae P.H. Weston & N.P. Barker, 2006 w obrębie rodziny srebrnikowatych (Proteaceae).